# Nikolaj Jefimovič Andrianov

Nikolaj Jefimovič Andrianov (rusko Николай Ефимович Андрианов), ruski telovadec, * 14. oktober 1952, Vladimir, Rusija, † 21. marec 2011, Vladimir.
Do leta 2008 je držal moški olimpijski rekord v številu osvojenih olimpijskih medalj - 15 (7 zlatih, 5 srebrnih in 3 bronaste).